# Fresa de peix

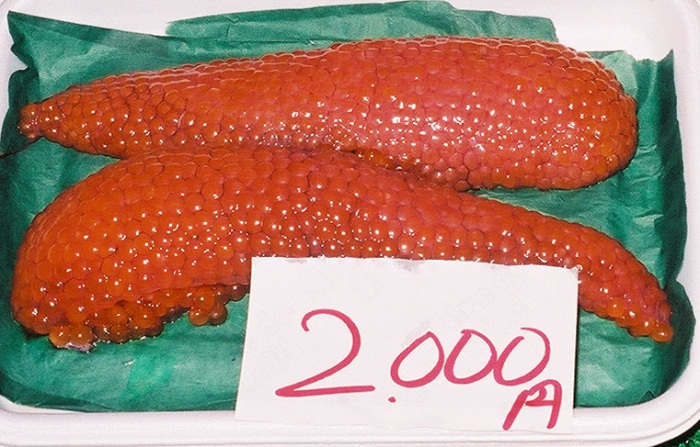
Freses de salmó en un mercat de Shiogama, Japó.

Les freses són el conjunt d'ous dels peixos i d'altres animals aquàtics com l'eriçó de mar, la gamba i la petxina de pelegrí. S'empren a la cuina en molts plats, fins i tot crues. El caviar, considerat delícia culinària, són freses de diversos tipus de peixos, principalment d'esturió.

## Usos culinaris segons països

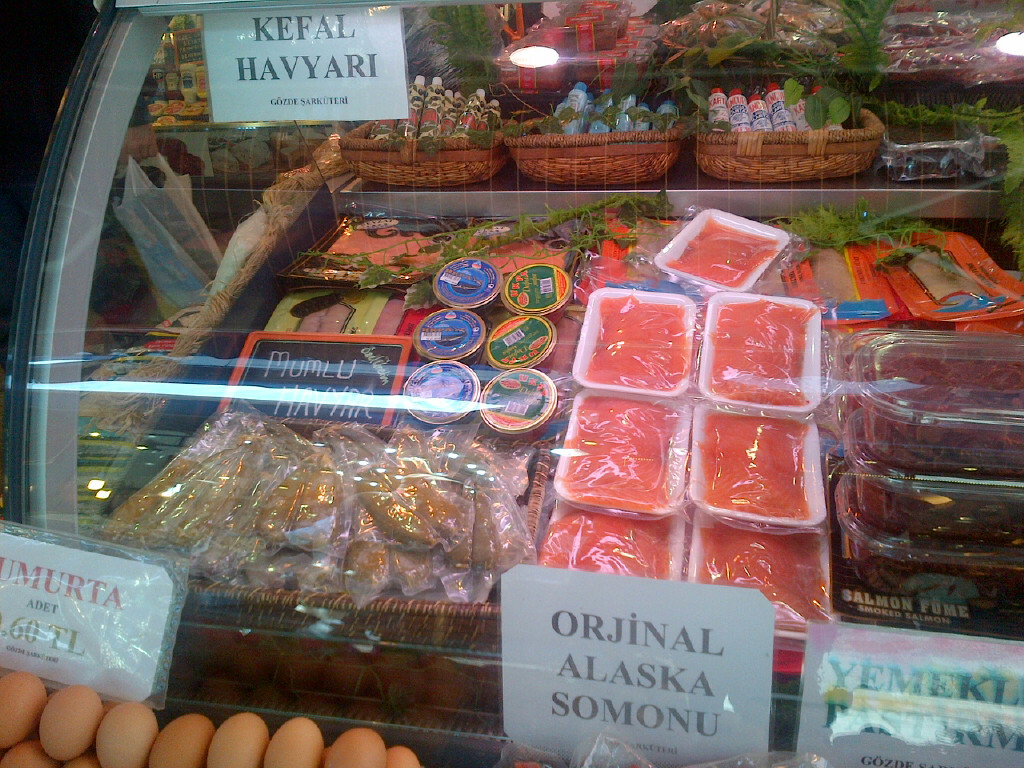
La vitrina d’una "mezeci" (meze shop) anuncia que ha arribat "kefal havyarı" (fresa de llisa o "Mugil cephalus") i a baix a l'esquerra "mumlu havyar" (o "balık yumurtası") - freses cobertes de cera, al Mercat Històric de Kadıköy, Istanbul.

### Japó

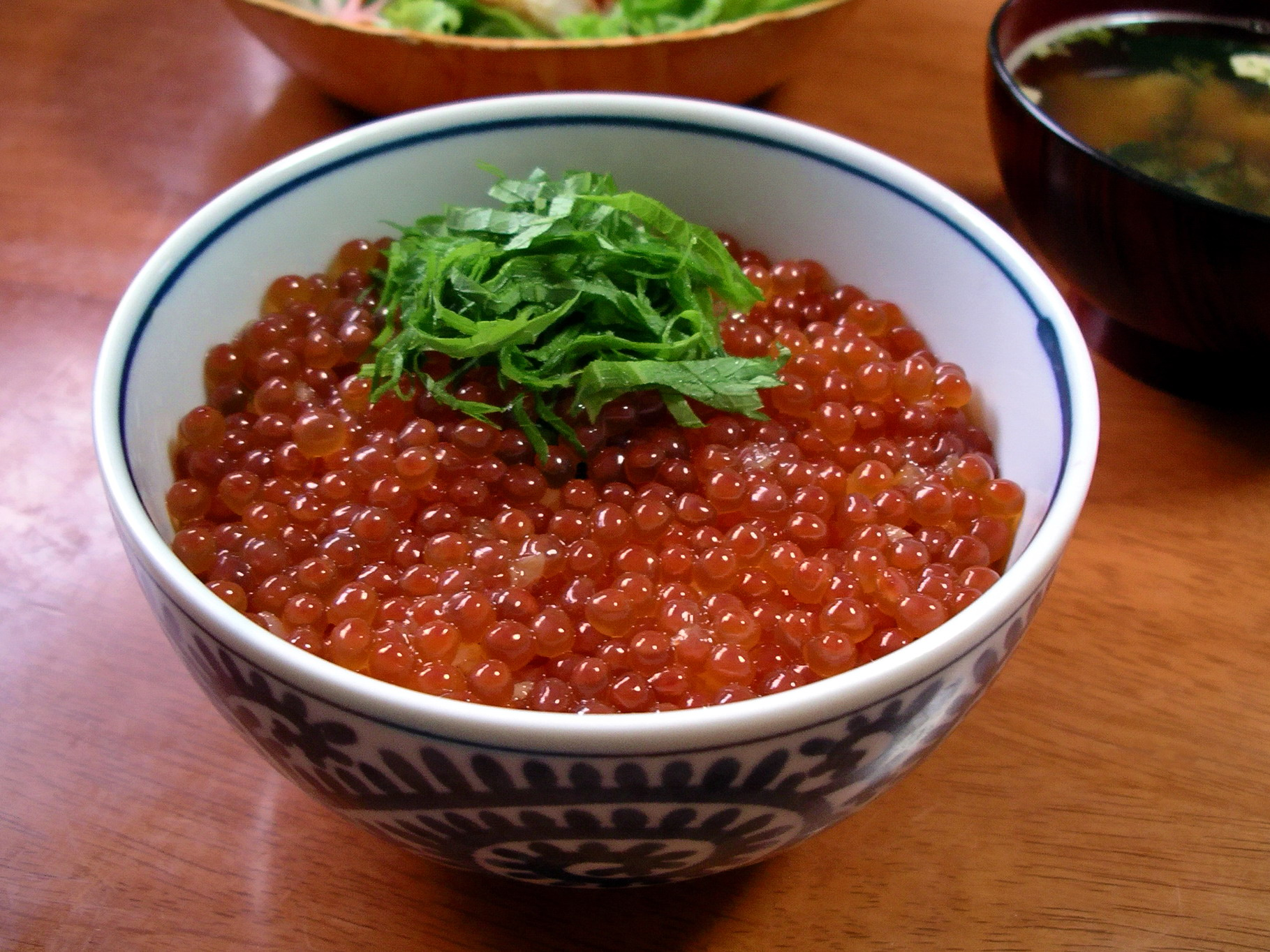
Ikuradon, un bol d'arròs cobert de freses de salmó.

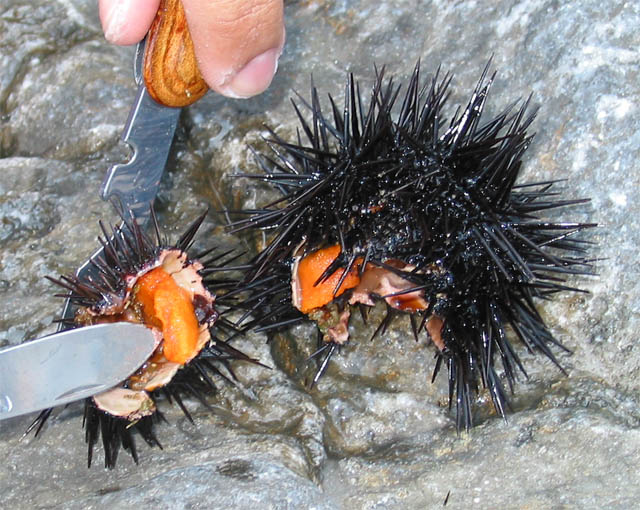
Freses d'eriçó de mar.

Els japonesos usen una gran varietat de freses a la seua cuina, entre les quals destaquem les següents:
- Ikura (いくら) – Freses de salmó. Són unes esferes grans d'un color roig-ataronjat. Pel fet que les freses de salmó s'utilitzen com a esquer, les persones que proven el sushi elaborat amb elles per primera vegada poden quedar desconcertats.
- Kazunoko (数の子/鯑) – Freses d'areng, grogues o rosàcies amb una textura gomosa i ferm. Conformen una sola massa, per la qual cosa semblen un tros de peix.
- Mentaiko (明太子) – Freses d'abadejo, especiades amb pebre roig en pols i rodejades d'una fina membrana artificial elàstica. Aquestes freses són de color rogenc a rosa.
- Tarako (たらこ) – Freses d'abadejo rostides.
- Tobiko (飛び子) – Freses de peix volador, roig ataronjades i cruixents.
- Uni (うに, 雲丹) –Freses d'eriçó de mar, fràgils i fundents. El color varia de taronja a groc pàl·lid. Es consumixen crues o poc cuinades. Són un menjar típic també de la cuina coreana, de la cuina sushi japonesa, de Xile i del sud d'Espanya. A la cuina asiàtica es considera un aliment afrodisíac.
- Karasumi (カラスミ, 鱲子) – és una especialitat de Nagasaki feta amb freses de llisa llobarrera.

### Suècia
La pasta de fresa de bacallà fumat o salat servida en entrepans és molt popular a Suècia. La marca més coneguda és la Kalles Kaviar.

### Dinamarca
La fresa de lumpo (Cyclopterus lumpus) és molt apreciada a la cuina danesa. Així mateix els danesos mengen fresa de bacallà o torsk.

### Turquia i Grècia
La tarama (turc) és un meze turc i grec que empra fresa com a principal ingredient. És típic d'Istanbul i de l'illa de Lèucada. La resta dels ingredients poden variar però solen incloure oli d'oliva, all, tomàquet, nous i pebrot vermell. El meze es denomina taramosalata (Ταραμοσαλάτα) en grec i consisteix en fresa amb suc de llimona, ceba, all i oli d'oliva.

### Itàlia
La bottarga és una massa constituïda per fresa salada de llíssera usada per ornamentar alguns tipus de pasta.

### Iran
A part del caviar ja esmentat, a les províncies del Mar Caspi de Gilan i Māzandarān es cuinen diferents varietats de fresa i de les maneres més diverses. Anomenades ashpal o ashbal, es pot consumir rostida a la graella, curada, salada, o barrejada amb altres ingredients. Si se sala o es cura, es consumeix com a condiment. Si s'utilitza fresca, es rosteix normalment a la graella, es fa al vapor, o es barreja amb ous i es fregeix per formar un plat anomenat Ashpal Kuku.
A més a més del caviar, la fresa de Kutum (també anomenat Peix blnac del Caspi o Rutilus frisii kutum), la de madrilleta vera o Rutilus rutilus (anomenada Kuli a Gileki), la de besuc (anomenada Kulmeh a Gileki), i la del salmó del Caspi, són molt apreciades. La fresa de carpa s'usa menys i, ocasionalment, també es consumeix la del barb de muntanya (Barbus barbus).

### Índia i Bangladesh
La fresa d'Hilsa, un peix (Tenualosa ilisha), es considera una delicadesa magnífica a la regió de Bengala Occidental i a Bangladesh. Normalment es fa ben fregida, tot i que hi ha altres maneres de preparar-la: pastada amb oli, ceba i pebre, o també es fa curri de fresa. A l'estat de Kerala la fresa es fregeix amb oli de coco i és un plat exquisit.

### Espanya
En tota la seva geografia és comú l'ús culinari de la fresa de lluç, de tonyina i d'altres peixos. Se serveix tant crua, com saltada, rostida, fregida o amanida. Quant a la fresa de tonyina, la seva venda és en barres embotides i seques i constitueix un element de tapes o un de comú en taules de saladures junt amb el bonítol sec o la moixama.
A algunes zones del País Valencià és comuna la denominació douet a la fresa de tonyina.